# Sigoyer (Alte Alpi)
Sigoyer è un comune francese di 667 abitanti situato nel dipartimento delle Alte Alpi nella regione della Provenza-Alpi-Costa Azzurra.

## Società

### Evoluzione demografica
Abitanti censiti